# 郭文思
郭文思（1982年4月27日—2022年3月2日），北京市人，男，汉族。中華人民共和國一位殺人犯。
2004年8月，郭文思在北京工业大学工商管理系读书期间，与女友产生争执，在酒店房间内将女友闷死，随后向警方自首。2005年2月，北京市第二中级人民法院以故意杀人罪判处郭文思无期徒刑。服刑期间，郭文思九次获得减刑，最终在2019年7月24日刑满释放。出狱后，郭文思再次暴力伤人。2020年3月14日，郭文思在北京市东城区一家超市结账将一位72岁的男子当场打至昏迷。逃离超市时，他又打伤了两名超市职员，并将其中一人咬伤。被打的老人因颅脑损伤在3月20日离世。郭文思当场被抓。3月28日，北京市人民检察院第二分院以涉嫌故意伤害罪批准逮捕郭文思。事件曝光后，舆论质疑郭文思的九次减刑。2020年9月，中国共产党北京市纪律检查委员会、北京市监察委员会通报调查结果，郭文思之父郭万普多次通过请托、行贿或宴请让法院、检察院、监狱人员关照郭文思，帮他快速获得减刑；纪检监察部门将有关人员以受贿罪、行贿罪、徇私舞弊减刑罪移交检察机关，涉事的9名中共党员、公务员被开除党籍、开除公职或取消退休待遇。

## 杀害女友案
2001年，郭文思进入北京工业大学工商管理系读书，曾担任班长。2002年，他与同班同学段佳妮确立恋爱关系。段佳妮是贵州省人，成长于单亲家庭，由母亲一人养大，考上大学后曾担任文艺部部长。据她的大学室友说，郭文思脾气暴躁，两人原本感情很好，但是在2004年初出现矛盾，开始频繁吵架，郭文思还曾在案发前两个月打过女友。郭文思的家长称，郭文思自立、人格好、受人欢迎，他同女友的恋爱得到了家里同意；他的母亲说，他原本打算本科毕业后考研究生，但是为了女友，他决定去找工作挣钱，以此资助女友考取研究生。
2004年8月28日当晚，郭文思与女友逛街，之后两人入住北京市崇文区夕照寺黄河京都大酒店2406房间。29日凌晨3时，两人激烈争吵。争执的原因说法不一。一种说法是，郭文思看到女友同一名男子的合影，以为她同时另与他人有恋爱关系。另一种说法是，两人感情出现了裂痕，段佳妮想与郭文思分手。郭文思当时的辩护律师钱列阳十几年后回忆案情时称，段佳妮提出分手，两人同意在分手前最后共度一晚，结果郭文思“激情杀人”。不过，当时的报道称，郭文思庭审时说，女友同他交往之前曾与别人发生过性关系，这是两人争吵的原因。争吵中，郭文思从侧面掐住女友的脖子，将她推到床上，用枕头闷堵她，使她窒息而死。29日下午1时，服务员进入房间打扫，发现屋里无人，被子里裹着一具女尸，当即报警。庭审时，郭文思称杀死女友后他曾想要触电或割腕自杀，还留下了绝笔。庭审的证据中，有一件酒店房间的电视节目单，其上有郭文思所写“对不起”三个字。29日当天，经父亲劝说，郭文思在父亲陪同下到北京市公安局龙潭派出所自首。
2005年1月18日下午1时，北京市第二中级人民法院开庭审理郭文思故意杀人案。开庭前，郭家向段佳妮的母亲赔付了40万元人民币民事赔偿。有报道称，郭文思的父母还在段母下榻的房间外下跪，请求原谅。庭审中，郭文思向女友的母亲道歉，表示忏悔，声称希望有机会为女友的母亲尽孝。段佳妮的母亲表示愿意原谅郭文思，希望法庭从轻处罚。北京工业大学为他出具证明，称他在校表现良好，建议从轻。法院审理认为，郭文思“犯罪性质极为恶劣、后果特别严重”，但考虑到他有自首情节、积极赔偿、认罪悔罪，决定从轻处罚。2005年2月24日，北京市第二中级人民法院以故意杀人罪判处郭文思无期徒刑、剥夺政治权利终身。

## 入狱服刑
郭文思先后在天河监狱、潮白监狱、清园监狱、延庆监狱、柳林监狱服刑。服刑期间，他九次获得减刑。第一次减刑发生在2007年6月25日，北京市高级人民法院做出刑事裁定，将一审判处的无期徒刑、剥夺政治权利终身减为有期徒刑十九年，剥夺政治权利九年。九次减刑后，他在2019年7月24日刑满出狱。2020年郭文思在超市殴打老人致死一案曝光后，这九次减刑引发了舆论关注。北京市联合调查组后来发现减刑存在违法问题。
| 次序                 | 执行监狱 | 裁定法院               | 刑事裁定时间   | 刑事裁定文号                  | 减刑结果                                 |
| -------------------- | -------- | ---------------------- | -------------- | ----------------------------- | ---------------------------------------- |
| 1                    | 不详     | 北京市高级人民法院     | 2007年6月25日  | （2007）高刑执字第286号       | 减为有期徒刑十九年，剥夺政治权利九年     |
| 2                    | 不详     | 北京市第一中级人民法院 | 2008年9月20日  | （2008）一中清刑减字第1503号  | 减去有期徒刑十个月                       |
| 3                    | 不详     | 北京市第一中级人民法院 | 2009年11月20日 | （2009）一中清刑减字第2128号  | 减去有期徒刑十个月                       |
| 4                    | 不详     | 北京市第一中级人民法院 | 2011年1月20日  | （2011）一中清刑减字第00399号 | 减去有期徒刑十一个月                     |
| 5                    | 不详     | 北京市第一中级人民法院 | 2012年3月20日  | （2012）一中清刑减字第1329号  | 减去有期徒刑十一个月                     |
| 6                    | 不详     | 北京市第一中级人民法院 | 2013年4月26日  | （2013）一中清刑减字第1592号  | 减去有期徒刑十一个月                     |
| 7                    | 潮白监狱 | 北京市第一中级人民法院 | 2014年7月17日  | （2014）一中刑减字第2181号    | 减去有期徒刑一年                         |
| 8                    | 不详     | 北京市第一中级人民法院 | 2015年10月29日 | （2015）一中刑减字第2705号    | 减去有期徒刑一年                         |
| 9                    | 延庆监狱 | 北京市第一中级人民法院 | 2018年11月21日 | （2018）京01刑更960号         | 减去有期徒刑六个月，剥夺政治权利减去一年 |
| 来源：中国裁判文书网 |          |                        |                |                               |                                          |

## 超市伤人案
出狱后不久，郭文思再次暴力伤人。2020年3月14日下午3时左右，郭文思在北京市东城区光明路7号物美超市排队结账时违反2019冠状病毒病北京市疫情防疫规定摘下口罩，接打电话。一同排队的七十多岁的男子段晓山提醒他戴上口罩。两人发生争吵。郭文思将老人摔倒在地，双手击打老人头颈部。段晓山当场昏迷，后因颅脑损伤在3月20日逝世。逃离超市时，郭文思又打伤了两名超市职员，其中一人还被他咬伤。郭文思当场被抓。3月28日，北京市人民检察院第二分院以涉嫌故意伤害罪批准逮捕郭文思。同一天，检察院公开通报了这起案件。案件曝光后，郭文思在监狱九次减刑的经历引发外界质疑。一些网友将郭文思与云南籍罪犯孙小果比较，称他为“北京孙小果”。

## 审判
2021年1月29日，北京市第二中级人民法院对郭文思故意伤害案作出一审判决。在此之前，北京市高级人民法院作出裁定，撤销对郭文思的九次减刑裁定，并恢复对郭文思原判无期徒刑，剥夺政治权利终身刑罚的执行。北京市第二中级人民法院以故意伤害罪判处被告人郭文思死刑，剥夺政治权利终身，与郭文思前罪恢复执行的刑罚一并处罚，决定执行死刑，剥夺政治权利终身。此外与郭文思减刑有關的隋建军、郭万普、王乃聪、刘永清、郭京霞、程丽霞、王晓、甘佳良、赵双月、王昱、李楠、段炳川、陈伟等分別被判處數年徒刑以及罰金。
2022年3月2日，郭文思被执行死刑。

## 家庭
郭文思家住北京市崇文区夕照寺黄河京都大酒店附近。其父郭万普曾是中国原子能科学研究院职工，已退休。杀害女友案中郭文思的辩护律师钱列阳称，郭家“没什么背景”，只是普通人家。经济观察网报道援引知情人士说法称，郭万普当时在中国原子能科学研究院办理了停薪留职手续，随后在大兴区甘姓商人的企业工作，因此有些积蓄。

## 备注
1. ↑  北京市人民检察院第二分院的通报称被打的男子殁年72岁[17]。经济观察网报道中，其子称段晓山生于1942年。[15]
2. ↑  孙小果被判死刑缓期执行后，违规获得减刑，提前出狱后再次犯案。